# Pteraclis velifera
Pteraclis velifera es una especie de peces de la familia Bramidae en el orden de los Perciformes.

## Morfología
• Los machos pueden llegar alcanzar los 50 cm de longitud total.

## Distribución geográfica
Se encuentra desde Sudáfrica hasta Australia y Nueva Zelanda.